# プリーズ・プリーズ・ミー (アルバム)
『プリーズ・プリーズ・ミー』（Please Please Me）は、ビートルズ初のイギリス盤公式オリジナル・アルバム。1963年3月22日にモノラル盤、4月26日にステレオ盤がそれぞれ発売された。
全14曲のうち、シングルとして既に発売されていた4曲を除く10曲が1963年2月11日に録音されるなど短期間で制作されたアルバムで、発売から6週目の全英アルバムチャートで最高位1位を獲得。その後次作『ウィズ・ザ・ビートルズ』が第1位を獲得するまで30週連続で1位を維持した。

## 制作
本アルバムは、2作目のシングル『プリーズ・プリーズ・ミー』（1963年1月11日発売）のヒットを受けて急遽制作されることとなった。当初はキャヴァーン・クラブで観客を前にした録音が計画されたが、キャヴァーン・クラブが音を録音する環境として適切でなかったので、EMIレコーディング・スタジオにてスタジオ・ライヴ形式での録音が行なわれた。録音作業は、午前と午後の2回で予定され、後から夕方からのセッションが追加された。
1963年2月11日の午前10時にスタジオに入ったビートルズとプロデューサーのジョージ・マーティンは、約3時間の作業を3回繰り返し、10時間弱でシングルで既に発表されていた4曲を除く10曲を録音、1日でアルバムを完成させた。時間と予算が限られていたことから、ほとんどの曲は原則一発録りで制作された。また、収録曲14曲中6曲は、当時のビートルズが好んで演奏していたアメリカのR&B、ロックンロールなどのカヴァー曲で占められている。「ホールド・ミー・タイト」もこの時録音されたが、次のアルバム『ウィズ・ザ・ビートルズ』に収録された。録音当日、ジョン・レノンは風邪をひいており、その影響でヴォーカルがやや鼻声になっている。ジョージ・マーティンはジョンの体調を考慮し、「ツイスト・アンド・シャウト」をセッションの最後に2テイク録音し、第1テイクを採用した。解散後にジョンは『ビートルズの（当時の）ライヴ感の生々しさを出しているという点では、このアルバムが一番近い』と発言している。なお、2月20日にマーティンによって「ベイビー・イッツ・ユー」にセレスタ、「ミズリー」にピアノがオーバー・ダビングされているが、このセッションにビートルズは関与していない。
アルバム名が決定するまで、マーティンは「Off the Beatle Track」とすることを考えていた。このタイトルは、1964年にマーティンが発売したオーケストラのアルバムに使用された。

## アートワーク
ロンドン動物学会の名誉フェローだったジョージ・マーティンは、ロンドン動物園の昆虫コーナーの外でビートルズのメンバーにポーズをとらせた写真をジャケットに用いることを考案した。しかし、この提案は却下され、写真家のアンガス・マクビーンにマンチェスター・スクエアにあるEMI本社の吹き抜けからメンバーが見下ろしている写真を撮影するように依頼された。発売から7年後の1969年に同じ場所、同じ構図で撮影された写真が未発表アルバム『Get Back』に使用される予定となっていた。1963年と1969年に撮影された写真は、それぞれ1963年に発売されたEP『ビートルズ No.1』、1973年に発売された『ザ・ビートルズ1962年〜1966年』『ザ・ビートルズ1967年〜1970年』に使用された。

## 発売
1963年当時の慣習でモノラル盤は3月22日、ステレオ盤は4月26日に発売された。モノラル盤とステレオ盤の発売日が異なっているのはビートルズのアルバムでは唯一の事例である。録音は実質1日、既発曲の4曲を含めても計3日間という極端な短期間で制作されたが、同アルバムは発売と当時に大ヒットし、イギリスの『メロディ・メイカー』誌上で第1位を30週連続記録した。また本作に代わって第1位を奪取したのは次作アルバム『ウィズ・ザ・ビートルズ』だった。
CDは1987年2月26日にモノラル盤のみで発売され、ステレオ盤CDは2009年9月9日に発売された。ステレオ・バージョンが存在しない「ラヴ・ミー・ドゥ」と「P.S.アイ・ラヴ・ユー」の2曲は、当初は疑似ステレオ・バージョンでLP盤に収録されていたが、CDにはモノラル・バージョンのままで収録されている。
日本では「来日記念盤」という形で、曲順とジャケット・デザインを変えて、写真集を付けた形で『ステレオ! これがビートルズ Vol.1』のタイトルで1966年に発売。イギリス盤と同じ曲順とデザインで発売されたのは10年後の1976年6月だった。アメリカではCDが発売される1987年まで発売されず、一部の楽曲をカットした編集盤が1964年にヴィージェイ・レコードから『Introducing... The Beatles』 のタイトルで、1965年にキャピトル・レコードから『ジ・アーリー・ビートルズ』と題されて発売された。

## 評価
現在も名盤と評価され『ローリング・ストーン』・「オールタイム・ベスト・アルバム500」において39位、「オールタイム・ベスト・デビュー・アルバム100」において第17位を記録。

## 収録曲
- 邦題の表記は、日本公式サイトに準拠[14]。
- 特記を除き、作詞作曲はマッカートニー＝レノンによるもの。

| #         | タイトル                                                             | 作詞・作曲                                                      | リード・ボーカル                      | 時間  |
| --------- | -------------------------------------------------------------------- | --------------------------------------------------------------- | ------------------------------------- | ----- |
| 1.        | 「アイ・ソー・ハー・スタンディング・ゼア」(I Saw Her Standing There) |                                                                 | ポール・マッカートニー                | 2:55  |
| 2.        | 「ミズリー」(Misery)                                                 |                                                                 | ジョン・レノン ポール・マッカートニー | 1:49  |
| 3.        | 「アンナ」(Anna (Go To Him))                                         | アーサー・アレキサンダー                                        | ジョン・レノン                        | 2:55  |
| 4.        | 「チェインズ」(Chains)                                               | ジェリー・ゴフィン キャロル・キング                             | ジョージ・ハリスン                    | 2:23  |
| 5.        | 「ボーイズ」(Boys)                                                   | ルーサー・ディクソン （ 英語版 ） ウェス・ファレル （ 英語版 ） | リンゴ・スター                        | 2:24  |
| 6.        | 「アスク・ミー・ホワイ」(Ask Me Why)                                 |                                                                 | ジョン・レノン                        | 2:24  |
| 7.        | 「プリーズ・プリーズ・ミー」(Please Please Me)                       |                                                                 | ジョン・レノン ポール・マッカートニー | 1:59  |
| 合計時間: | 合計時間:                                                            | 合計時間:                                                       | 合計時間:                             | 16:49 |

| #         | タイトル                                                                             | 作詞・作曲                                                                           | リード・ボーカル                      | 時間  |
| --------- | ------------------------------------------------------------------------------------ | ------------------------------------------------------------------------------------ | ------------------------------------- | ----- |
| 1.        | 「ラヴ・ミー・ドゥ」(Love Me Do)                                                     |                                                                                      | ポール・マッカートニー ジョン・レノン | 2:21  |
| 2.        | 「P.S.アイ・ラヴ・ユー」(P.S. I Love You)                                            |                                                                                      | ポール・マッカートニー                | 2:04  |
| 3.        | 「ベイビー・イッツ・ユー」(Baby It's You)                                            | マック・デヴィッド （ 英語版 ） バーニー・ディクソン （ 英語版 ） バート・バカラック | ジョン・レノン                        | 2:40  |
| 4.        | 「ドゥ・ユー・ウォント・トゥ・ノウ・ア・シークレット」(Do You Want To Know A Secret) |                                                                                      | ジョージ・ハリスン                    | 1:56  |
| 5.        | 「蜜の味」(A Taste Of Honey)                                                         | ボビー・スコット （ 英語版 ） リック・マーロー （ 英語版 ）                          | ポール・マッカートニー                | 2:03  |
| 6.        | 「ゼアズ・ア・プレイス」(There's A Place)                                            |                                                                                      | ジョン・レノン ポール・マッカートニー | 1:51  |
| 7.        | 「ツイスト・アンド・シャウト」(Twist And Shout)                                      | フィル・メドレー （ 英語版 ） バート・ラッセル （ 英語版 ）                          | ジョン・レノン                        | 2:32  |
| 合計時間: | 合計時間:                                                                            | 合計時間:                                                                            | 合計時間:                             | 15:27 |

| #         | タイトル                                                             | 作詞・作曲                            | リード・ボーカル                      | 時間  |
| --------- | -------------------------------------------------------------------- | ------------------------------------- | ------------------------------------- | ----- |
| 1.        | 「プリーズ・プリーズ・ミー」(Please Please Me)                       |                                       | ジョン・レノン ポール・マッカートニー | 1:59  |
| 2.        | 「アンナ」(Anna (Go To Him))                                         | アーサー・アレキサンダー              | ジョン・レノン                        | 2:55  |
| 3.        | 「アイ・ソー・ハー・スタンディング・ゼア」(I Saw Her Standing There) |                                       | ポール・マッカートニー                | 2:55  |
| 4.        | 「ボーイズ」(Boys)                                                   | ルーサー・ディクソン ウェス・ファレル | リンゴ・スター                        | 2:24  |
| 5.        | 「ミズリー」(Misery)                                                 |                                       | ジョン・レノン ポール・マッカートニー | 1:49  |
| 6.        | 「チェインズ」(Chains)                                               | ジェリー・ゴフィン キャロル・キング   | ジョージ・ハリスン                    | 2:23  |
| 7.        | 「アスク・ミー・ホワイ」(Ask Me Why)                                 |                                       | ジョン・レノン                        | 2:24  |
| 合計時間: | 合計時間:                                                            | 合計時間:                             | 合計時間:                             | 16:49 |

| #         | タイトル                                                                             | 作詞・作曲                                                 | リード・ボーカル                      | 時間  |
| --------- | ------------------------------------------------------------------------------------ | ---------------------------------------------------------- | ------------------------------------- | ----- |
| 1.        | 「ツイスト・アンド・シャウト」(Twist And Shout)                                      | フィル・メドレー バート・ラッセル                          | ジョン・レノン                        | 2:32  |
| 2.        | 「蜜の味」(A Taste Of Honey)                                                         | ボビー・スコット リック・マーロー                          | ポール・マッカートニー                | 2:03  |
| 3.        | 「ラヴ・ミー・ドゥ」(Love Me Do)                                                     |                                                            | ポール・マッカートニー ジョン・レノン | 2:21  |
| 4.        | 「ドゥ・ユー・ウォント・トゥ・ノウ・ア・シークレット」(Do You Want To Know A Secret) |                                                            | ジョージ・ハリスン                    | 1:56  |
| 5.        | 「ベイビー・イッツ・ユー」(Baby It's You)                                            | マック・デヴィッド ルーサー・ディクソン バート・バカラック | ジョン・レノン                        | 2:40  |
| 6.        | 「ゼアズ・ア・プレイス」(There's A Place)                                            |                                                            | ジョン・レノン ポール・マッカートニー | 1:51  |
| 7.        | 「P.S.アイ・ラヴ・ユー」(P.S. I Love You)                                            |                                                            | ポール・マッカートニー                | 2:04  |
| 合計時間: | 合計時間:                                                                            | 合計時間:                                                  | 合計時間:                             | 15:27 |

## クレジット
※出典
ビートルズ
- ジョン・レノン - リード・ボーカル、バッキング・ボーカル、リズムギター、アコースティック・ギター、ハーモニカ、ハンドクラップ
- ポール・マッカートニー - リード・ボーカル、バッキング・ボーカル、ベースギター、ハンドクラップ
- ジョージ・ハリスン - リードギター、アコースティック・ギター、ハンドクラップ、バッキング・ボーカル、リード・ボーカル（A-4, B-4）
- リンゴ・スター - ドラム、タンバリン、マラカス、リード・ボーカル（A-5）

外部ミュージシャン・スタッフ
- ジョージ・マーティン - プロデュース、ミキサー、編曲、ピアノ（A-2,B-2）、チェレスタ（B-3）
- ノーマン・スミス - エンジニア、ミキサー
- アンディ・ホワイト - ドラムス（B-1,2）

## チャート成績
| チャート (1963年)           | 最高位 |
| --------------------------- | ------ |
| ドイツ (Offizielle Top 100) | 4      |
| UK アルバムズ (OCC)         | 1      |

| チャート (1987年)     | 最高位 |
| --------------------- | ------ |
| 日本 (オリコン)       | 3      |
| オランダ (MegaCharts) | 24     |
| UK アルバムズ (OCC)   | 32     |

| チャート (2009年)                      | 最高位 |
| -------------------------------------- | ------ |
| オーストリア (Ö3 Austria)              | 75     |
| ベルギー (Ultratop Flanders)           | 76     |
| ベルギー (Ultratop Wallonia)           | 78     |
| 日本 (オリコン)                        | 27     |
| オランダ (MegaCharts)                  | 89     |
| フィンランド (Suomen virallinen lista) | 25     |
| イタリア (FIMI)                        | 64     |
| オランダ (MegaCharts)                  | 89     |
| ニュージーランド (RMNZ)                | 32     |
| ポルトガル (AFP)                       | 29     |
| スペイン (PROMUSICAE)                  | 53     |
| スウェーデン (Sverigetopplistan)       | 27     |
| スイス (Schweizer Hitparade)           | 74     |
| UK アルバムズ (OCC)                    | 38     |

| チャート (2010年) | 最高位 |
| ----------------- | ------ |
| US Billboard 200  | 155    |

## 認定
| 国/地域                                                       | 認定     | 認定/売上数 |
| ------------------------------------------------------------- | -------- | ----------- |
| アルゼンチン (CAPIF)                                          | Platinum | 60,000^     |
| オーストラリア (ARIA)                                         | Gold     | 35,000^     |
| カナダ (Music Canada)                                         | Gold     | 50,000^     |
| デンマーク (IFPI Danmark)                                     | Platinum | 20,000      |
| ニュージーランド (RMNZ) Reissue                               | Gold     | 7,500^      |
| イギリス (BPI) 2009年以降の売上                               | Platinum | 300,000     |
| アメリカ合衆国 (RIAA)                                         | Platinum | 1,000,000^  |
| ^ 認定のみに基づく出荷枚数 · 認定のみに基づく売上数と再生回数 |          |             |

 英国レコード産業協会による認定は、1994年以降の売上によるもの。